# Anna Bergendahl (historische figuur)
Anna Amalia Bergendahl (Amsterdam, 24 juli 1827 - Amsterdam, 20 mei 1899) was een abolitioniste, schrijfster, handwerkster en zeer actief in liefdadigheid.

## Vroege leven
Bergendahl was de dochter van een Anna Maria Dannenberg en de Deense koopvaarder Christian Kroppelin Bergendahl. Christian had veel invloed op Bergendahl. Voor zijn werk reisde zij en de rest van de familie vaak mee met het schip waarop hij stuurman was en Bergendahl maakte op deze wijze kennis met Engeland, Duitsland, Brazilië en Italië. Waarschijnlijk werd Anna's oudere zus Charlotta op het koopvaartschip geboren. Anna had daarnaast ook een oudere broer. Onderzoekster Suzanne Agterberg verwacht dat ze door deze ervaringen al vroeg en ongewoon sterk betrokken was bij de internationale gemeenschap, wat wellicht bij zou hebben gedragen aan haar abolitionisme. In Brazilië was Bergendahl getuigen van (de uitwassen van) slavernij en speelde zelfs met de kinderen van de slaafgemaakten, wat haar abolitionisme wellicht inspireerde. Rond 1830 ging het gezin voor langere tijd in Amsterdam wonen.
Naast de koopvaardij was Christian ook actief in de liefdadigheid. Gezamenlijk met zijn echtgenote leidde hij een vereniging die armlastige Amsterdamse vrouwen van naaiwerk voorzag, waarmee ze wat konden verdienen en kleding voor henzelf regelde. Zij waren in deze stichting actief tussen 1840-1842, waarna er een conflict in het bestuur ontstond, waarop zij hieruit stapten en een nieuwe stichting oprichtten. Zowel haar vader als haar moeder hadden in deze liefdadigheid veel invloed op haar latere liefdadigheidswerk.
Andere belangrijke factoren van invloed op Bergendahl waren het Réveil, een ietwat paternalistische, streng protestante beweging die probeerde de samenleving als geheel te verheffen, en Britse abolitionisten, en dan vooral Elizabeth Fry die zij in 1841 zelf zou horen spreken.

## Liefdadigheidswerk
In eerste instantie zou Bergendahl de vereniging van haar ouders ondersteunen. Ze deed dit onder meer door actief te zijn als secretaresse en volgde haar broer in deze taak op. In 1855 gaf Bergendahl het boekje Souvenir uit, een bloemlezing waarvan de verkoop ten goede kwam aan de vereniging. Een jaar later richtte Bergendahl haar eigen anti-slavernijvereniging op, genaamd het Dames-comité ter bevordering van de Evangelieverkondiging en de Afschaffing der Slavernij in Suriname.
Het Dames-comité was in de kern een tweewekelijks handwerkgroepje, waar de vrouwen stukken maakten om op bazaars tegen opbod te verkopen. Ook gedoneerde stukken werden hier verkocht. Met het verworven geld werden slaafgemaakten vrijgekocht. Er werd van de vrijgekochtenen wel verwacht dat ze het geld voor hun manumissie met 4% rente terugbetaalden aan het Comité, zodat er nog meer mensen vrijgekocht konden worden. Het Comité wist uiteindelijk rond de 50 mensen vrij te kopen, maar hield zich ver van het structureel en politiek veranderen van slavernij.
Bergendahl richtte in de eerste helft van de 1860'er jaren een kledingcomité voor kraamvrouwen op. Ook schreef ze tot aan 1880 nog veel voor goede doelen, hoewel het na 1871, de sterfjaar van haar vader, wat stiller rond haar werd. In 1894 stierf haar zus Charlotta. Bergendahl, die nooit gehuwd is, deelde op dat moment haar huishouden met Charlotta. Vijf jaar later, in 1899, zou Bergendahl zelf sterven.